# Gruppi archeologici d'Italia
I Gruppi Archeologici d'Italia (acronimi GAI o GA d'Italia) sono un'associazione culturale, iscritta dal 1996 al Registro regionale del volontariato della Regione Lazio, attiva nell'ambito dei beni culturali, con particolare attenzione all'ambito archeologico. Si compone di organizzazioni di volontari presenti localmente in tutta Italia.

## Storia dell'organizzazione
Nascono ufficialmente nel 1964 come Centro Italiano di Ricerca Archeologica (CIRA) e cambiano denominazione l'anno successivo.
Prendono vita da un gruppo di persone riunite da Ludovico Magrini che, dalla fine degli anni Cinquanta, si impegnano come volontari per la tutela e la valorizzazione dei beni culturali italiani, dando vita prima all'"Unione archeologica dell'Etruria" e alla sua rivista Rinascimento etrusco (1960, iniziative spentesi l'anno successivo), quindi alla rivista Archeologia (1961, organo di stampa dei Gruppi archeologici d'Italia, sostituito nel 2005 da Nuova archeologia), che porterà alla fondazione del Gruppo archeologico romano nel 1963 e, successivamente, alla fondazione di altri gruppi territoriali che si riuniscono nei Gruppi Archeologici d'Italia.
Attualmente l'associazione conta circa 3 500 iscritti in tutta Italia e più di 65 gruppi locali; questi ultimi riportano nel proprio nome la caratteristica denominazione iniziale "Gruppo archeologico" (abbreviato GA).
Tra le associazioni che fanno parte dei Gruppi Archeologici d'Italia vi sono: Gruppo archeologico romano, Gruppo archeologico ambrosiano, Gruppo archeologico Aquaria, Gruppo archeologico comasco "Ulisse Buzzi", Gruppo archeologico est milanese, Gruppo archeologico goriziano, Gruppo archeologico padovano e Gruppo archeologico scledense.
Nel corso di quasi 50 anni, migliaia di persone hanno scoperto l'importanza civica della partecipazione attiva. La collaborazione con la Soprintendenza archeologica per l'Etruria meridionale ha portato a contributi diretti alla salvaguardia del territorio e alla ricerca scientifica fin dagli anni Settanta. Nel corso del tempo sono cresciuti nell'associazione anche molti addetti ai lavori, che ne condividono gli ideali e che contribuiscono all'attività di ricerca, svolta tramite studi e con ricognizione sul territorio attraverso lo scavo archeologico.
I primi scavi ad opera del GAR si svolsero a Veio, fra il 1963 e il 1968, e a Ceri, dal 1970 al 1974. 
L'"omino", ancora oggi logo dei Gruppi archeologici d'Italia, rappresenta un cacciatore di cinghiale ripreso dal bordo a rilievo di un foculus trovato nella zona di Veio. 
Dal 1975 al 1997, e dal 2007 al 2013, il GAR ha organizzato a Tolfa dei campi scuola con sede nell'ex convento dei Cappuccini, grazie alla collaborazione dei Gruppi archeologici d'Italia, ed ha attivato i campi nelle sedi stabili di Ischia di Castro (dal 1979) e di Falerii Novi (dal 1993).
Dal 1978 i campi di scavo archeologico vengono aperti da altri gruppi membri anche al di fuori del Lazio (tenuta di San Rossore, Caserta, Nola, Asciano, Pomarance, Ripafratta, Lorenzana, Firenze, Rossilli, Gavignano, Cropani) grazie alla collaborazione con istituti universitari o enti culturali come l'Università di Pisa e l'Istituto di storia patria di Caserta.
Hanno fatto capo a queste sedi, soprattutto durante i campi estivi di ricerca archeologica, migliaia di soci provenienti da tutta Italia e dall'estero.
A partire dal 2007 e degli ultimi anni, partendo dalle esperienze maturate nell'ambito della collaborazione del Gruppo archeologico di Sciacca con la Soprintendenza del mare della Regione Siciliana, l'associazione ha riaperto alle esperienze connesse all'archeologia subacquea, recuperando una vecchia tradizione operativa dei Gruppi Archeologici d'Italia, iniziata con Alessandro Fioravanti già nei primi anni Sessanta, con le operazioni svolte sul sito del Gran Carro, nel lago di Bolsena.
Allo stato attuale operano con specifico riferimento alle attività subacquee i gruppi di Sciacca, Siracusa, Paola e Scalea, contribuendo attivamente allo scavo del sito di Cammordino (Sciacca). Questi gruppi svolgono azioni di ricognizione e segnalazione in vari punti della Calabria e della Sicilia e rendono fruibili ai turisti, ove possibile per le condizioni di sicurezza dei beni e dei subacquei, i vari siti, contribuendo a ripristinare vecchi percorsi archeologici subacquei (Le Castella, provincia di Crotone) o a istituirne di nuovi come a Stalettì (provincia di Catanzaro).

## Associazione
L'associazione espleta la sua attività sociale operando in convenzione con le soprintendenze, i musei e le istituzioni locali e producendo lavoro culturale in tutte le regioni d'Italia. I Gruppi archeologici d'Italia sono iscritti al Centro nazionale del Volontariato e sono iscritti alla sezione "cultura" delle associazioni di volontariato. Gestiscono sin dalla loro fondazione numerose campagne di scavo, ricognizioni su larga scala, recupero in situazioni d'emergenza (come durante i terremoti del Friuli, dell'Irpinia e dell'Umbria). L'associazione si è occupata inoltre della formazione dei propri soci e ha svolto attività didattiche nelle scuole.
I Gruppi archeologici d'Italia sono promotori e fondatori del "Forum europeo delle associazioni archeologiche" e di "Koinè", che raggruppa le associazioni culturali dei paesi del Mediterraneo; sono inoltre iscritti all'"Albo del volontariato civile" e fanno quindi parte della Protezione civile.

## Gruppi locali

### Gruppo archeologico romano
Il Gruppo archeologico romano (acronimo GAR o GA Romano) è una associazione di volontariato per i beni culturali ed ambientali, nata da un'idea di Ludovico Magrini nel 1963, per contribuire alla salvaguardia e alla valorizzazione del patrimonio storico-archeologico. Dal gennaio 1998, è tra le organizzazioni non lucrative di utilità sociale.
L'associazione, che conta oggi circa 1 000 soci, nel corso del tempo ha creato una rete di iniziative sul territorio di Roma e del Lazio, dove opera anche attraverso le sue sezioni. Il presidente è Gianfranco Gazzetti.

### Gruppo archeologico ambrosiano
Il Gruppo archeologico ambrosiano (acronimo GAA) è un'associazione di volontariato nata nel 2004 a Milano con l'obiettivo di valorizzare, tutelare, salvaguardare il patrimonio culturale italiano e in particolare il patrimonio culturale del territorio milanese. Per raggiungere il suo scopo l'associazione coinvolge direttamente i cittadini e collabora con istituzioni culturali, soprintendenze, musei e amministrazioni pubbliche locali. La presidentessa è Cristiana Battiston.
Le principali attività del Gruppo archeologico ambrosiano sono le visite guidate, i viaggi, i campi di scavo e di ricognizione, le attività di laboratorio sui reperti, l'organizzazione e la partecipazione a manifestazioni, le conferenze, le attività didattiche e le pubblicazioni.
Ha realizzato due pubblicazioni: Milano Fuori Porta - Tra archeologia e arte: 13 itinerari dalle origini al Rinascimento e Milano Archeologica - Nuova edizione aggiornata: Undici itinerari dalle origini al basso Medioevo.
Tra i principali campi di scavo vi sono: 
- scavo e ricognizione nel territorio della necropoli etrusca di Pian Conserva a Tolfa (Roma), in collaborazione con il Gruppo archeologico romano;
- scavo di Vulci (Viterbo), in collaborazione con il Gruppo archeologico romano;
- scavo di Rofalco a Farnese (Viterbo), in collaborazione con il Gruppo archeologico romano;
- scavo di Faleri - via Amerina (Viterbo), in collaborazione con il Gruppo archeologico romano;
- scavo di Ischia di Castro (Viterbo), in collaborazione con il Gruppo archeologico romano;
- programma di scavo a Capo Piccolo (Crotone), nell'ambito del progetto di archeologica subacquea ed in collaborazione con la Soprintendenza ai beni archeologici della Calabria, i Gruppi Archeologici d'Italia - Nucleo subacqueo e il centro sub "Le Castella";
- scavo e attività di cantiere e ricognizione sul Monte Nero in collaborazione con l'Università di Genova e la Direzione regionale per i Beni Culturali e Paesaggistici della Liguria, Rocchetta di Vara (La Spezia);
- studio di progetto per scavo archeologico, ripulitura e musealizzazione del ponte del Diavolo e del diverticolo della Via Clodia, sulla via Clodia-Claudia di Manziana (Roma), in collaborazione con la sezione di Manziana del Gruppo archeologico romano;
- scavo della chiesa e dell'abitato medievale in zona Tolfaccia a Allumiere (Roma);
- laboratorio didattico nel sito della Montagnola del Bosco Vecchio a Soncino (Cremona), in collaborazione con il Gruppo archeologico Aquaria.

### Gruppo archeologico krotoniate
Il Gruppo archeologico krotoniate (acronimo GAK), opera secondo le regole dell’associazione culturale Gruppi archeologici d’Italia ed è attivo dal 1973, grazie all'impulso dal suo attuale direttore, Vincenzo Fabiani, unitamente ad altri soci sensibili ai problemi di tutela e salvaguardia del patrimonio archeologico, storico e monumentale della città di Crotone e del suo territorio.
L'associazione ha lo scopo di tutelare, studiare e divulgare il patrimonio storico, culturale ed archeologico sul territorio di riferimento, costituito dai comuni della provincia di Crotone, ed in particolare del capoluogo, con le sue millenarie stratificazioni di oltre 2 700 anni storia e con particolare riguardo al periodo dell'età antica e della Kroton magno-greca.
Le iniziative maggiormente proposte sono: interventi sul territorio in collaborazione con enti e istituzioni, scambi culturali con altri gruppi e partecipazione all’organizzazione di eventi e convegni tematici.
L’associazione, che non ha scopo di lucro, si propone di: sensibilizzare l’opinione pubblica ai problemi riguardanti la tutela e la valorizzazione del patrimonio dei beni culturali e ambientali; gestire e promuovere campi archeologici, esposizioni, mostre, convegni, iniziative di studio e ricerca e manifestazioni per favorire la più larga partecipazione dei cittadini alla conoscenza e alla valorizzazione e fruizione del patrimonio culturale.
Dal 1987 ha organizzato campi estivi di ricerca archeologica, di scavo e rilievo, di osservazione archeologica e ambientale terrestre e subacquea. 
Dal 2016 organizza annualmente corsi di approfondimento di archeologia e storia, riferiti ai temi di interesse del territorio.
L'associazione possiede una biblioteca scientifica, un fototeca e una videoteca, comprendente diapositive e filmati, riferite anche agli scavi condotti sul territorio. Dal 2019 la biblioteca è stata digitalizzata e ampliata nell'ambito di un ampio progetto divulgativo pubblicamente fruibile sul web.

### Gruppo archeologico Nuceria
Il Gruppo archeologico Nuceria (acronimo GAN) è un’associazione di volontariato nata nel gennaio del 2020, che opera nell’ambito della tutela, promozione e valorizzazione del patrimonio dei beni culturali con l'obiettivo di valorizzare, tutelare, salvaguardare il patrimonio culturale, storico e artistico dell’antica città di Nuceria e dell'intero agro nocerino. 
L'associazione conduce dalla nascita attività di ricerca e divulgazione archeologica in collaborazione con gli enti e le istituzioni del territorio, e in particolare con la Soprintendenza archeologica per le province di Salerno e Avellino con la quale, il 25 settembre 2022, è stata stipulata una convenzione per l'apertura al pubblico del sito archeologico della Domus del decumano, la prima area archeologica dell'antica Nuceria ad oggi fruibile. Quest’attività è finalizzata alla valorizzazione delle aree indagate, così da renderle fruibili dall'intera collettività.
L'ampio progetto divulgativo del Gruppo archeologico Nuceria è consultabile sul web.